# جی‌تی‌ای ۳
جی تی اِی ۳ (به انگلیسی: Grand Theft Auto III) یک بازی کامپیوتری در سبک گیم‌پلی غیرخطی و جهان باز است, که توسط شرکت راک‌استار گیمز طراحی و ساخته شد. این بازی اولین نسخه 3D مجموعه اتومبیل‌دزدی بزرگ است. نخستین انتشار این بازی، در ۲۲ اکتبر ۲۰۰۱ انجام شد.
این بازی انقلاب بزرگی در بازی‌های جهان باز ایجاد کرد به طوری بازی‌هایی چون مافیا - اسلیپینگ داگز - سینتز رو برداشتی از این بازی الهام گرفتند.

## داستان
داستان بازی در شهری به نام شهر آزادی یا لیبرتی سیتی (تقلیدی از نیویورک) در سال ۲۰۰۱ شروع می‌شود جایی که قهرمان داستان کلاد اسپید به همراه دوست دخترش کاتالینا در حال سرقت از بانک هستند که در حین فرار کاتالینا به او شلیک کرده و با باقی پولها فرار می‌کند.
چند سال بعد کلاد که در حال اسکورت به یک زندان دیگر است به همراه دوستش ایت بال از زندان فرار می‌کند و باهم دیگر به سمت کلاب لوئیجی می‌روند، لوئیجی کلاد را به دنبال یکی کارکنانش به نام میستی می‌فرستد و کلود باید او را از بیمارستان به خانه جویی لیونه, فرزند سالواتوره لیونه بفرستد.
در ادامه برای اشخاص زیادی مانند تونی سیپریانی، جویی لیونه و سالواتوره لیونه کار می‌کند ولی اوضاع خوب پیش نمی‌رود و آنها قصد جان او را می‌کنند. کلود وقتی به ملاقات سالواتوره لیونه می‌رود سالواتوره به او می‌گوید که باید یک جنازه که در یک ماشین است را از بین ببرد اما در حینی که کلاد به دنبال ماشین است ماریا لاتوره همسر سالواتوره نقشهٔ مافیا برای سرنگونی کلاد را به او می‌گوید و به همین دلیل از راه دریا از شهر فرار می‌کند و به ملاقات ماریا و دوست ژاپنی تبارش آسوکا کاسن می‌رود.
آسوکا رهبر گنگ یاکوزا است و برای شروع همکاری با کلاد، به او دستور می‌دهد تا سالواتوره لئونه را به قتل برساند. و پس از انجام چند کار برای آسوکا که اغلب کشتن جاسوسان و خبرنگارانی که آنها را زیر نظر دارند است، با کنجی کاسن، رهبر دوم یاکوزا و برادر آسوکا آشنا می‌شود و برای او کار می‌کند.
بعد از مدتی، دونالد لاو، که یک سرمایه‌گذار بزرگ در لیبرتی سیتی است، به کلاد دستور مرگ کنجی را می‌دهد چون که با اختلاف کارتل‌های کلمبیایی و یاکوزا، قیمت مسکن شدیداً پایین می‌آید و او می‌تواند خانه‌های زیادی را با قیمت کم خریداری کند. کلاد با ماشین کارتل‌ها، کنجی را به‌نحوی می‌کشد که همه فکر کنند او توسط یک کلمبیایی کشته شده. پس از آن کلاد، کاتالینا و شریکش میگل را در یک ساختمان نیمه کاره پیدا می‌کند و بر روی آنها اسلحه می‌کشد و پس از ظاهر شدن آسوکا، کاتالینا به میگل شلیک می‌کند و بعد می‌گریزد.
آسوکا با کمک ماریا لاتوره، از او اعتراف می‌گیرند و پس از آن، کلاد چند کلمبیایی را در دام می‌اندازد و آنها را می‌کشد.
وقتی که کلاد به آن ساختمان نیمه کاره بازمی‌گردد با جسد آسوکا و میگل روبرو می‌شود و به نامه ای که از طرف کاتالینا است برمی‌خورد که در آن گفته ماریا را گروگان گرفته و برای رها کردن او ۵۰۰٬۰۰۰$ می‌خواهد.
کلاد با ۵۰۰٬۰۰۰$ به کاخ کاتالینا می‌رود و پس از اینکه او در سد، سوار هلیکوپتر می‌شود توسط کلاد با آر پی جی سقوط می‌کند و کشته می‌شود.
در اولین ثانیه‌های تیتراژ پایانی، ماریا دوباره شروع به حرف زدن می‌کند و کلاد با شلیک گلوله او را ساکت می‌کند، شاید، برای همیشه.
البته این موضوع بین گیمر ها، اختلاف است، بعضی از آنها می گویند که کلاد فقط به سمت بالا شلک کرده است تا ماریا را ساکت کند، Rockstar هم در این باره می گوید که ما درباره کشته شدن ماریا توسط او، مطمئن نیستیم. به هر حال، ممکن است از سمت صداگذاری فقط یک شوخی باشد.

## افسانه‌ها

### مکان ها

#### منطقه پیک‌نیک نمای استونتون
این در سدر گروو در Shoreside Vale است.این شبیه به ساحل دیگری در شرق پورتلند است، زیرا هر دو خالی از سکنه هستند.در بازی، از ساحل در Shoreside Vale به عنوان منطقه پیک نیک یاد می شود.
با توجه به وضعیت متروکه ساحل، شایعه ای وجود دارد که ارواح در این منطقه ساکن هستند، معمولاً در حدود نیمه شب در شرایط آب و هوایی مه آلود.فقدان عابران پیاده ممکن است اشاره ای به وجود آنها باشد، اما نمی توان به طور قطع گفت که آیا ارواح در اینجا ظاهر می شوند یا خیر.

#### سلول خونی
در طول ماموریت Kanbu Bust-Out، بازیکن آموزش دیده باید عضو یاکوزا کانبو را از زندان خارج کند.وقتی بازیکن به بیرون از سلول می رسد، شخصی در داخل سلول مورد ضرب و شتم قرار می گیرد، احتمالاً کانبو.هنگامی که ماشین بمب گذاری شده منفجر می شود، دیوار سلول فرو می ریزد و سلول می تواند در معرض دید بازیکن قرار گیرد تا کانبو وارد وسیله نقلیه خود شود.مقدار زیادی خون با چند اثر خونی دست روی دیوار وجود دارد.
احتمالاً شبیه به سلول های شکنجه در جی تی اِی:وایس سیتی است و همچنین می تواند به خشونت پلیس مربوط باشد.
همین بافت خونی در سرویس بهداشتی آپارتمان 3C در وایس سیتی نیز وجود دارد.

#### جنگل سدر گروو
سدر گروو تنها منطقه روستایی در لیبرتی سیتی است.بیشتر مکان غیرقابل دسترس و پر از اشکال است که عمدتاً به دلیل جامد بودن تنها بخشی از آن است.این می تواند باعث شود بازیکن به جهنم آبی بیفتد یا شهر ارواح را پیدا کند.تونل های مسدود شده در این منطقه به آزادی بالا ایالت منتهی می شود.
در GTA III اعتقاد بر این است که بازیکنان می توانند پاگنده را در این مکان پیدا کنند.در داستان‌های GTA Liberty City، رمزی که در این منطقه گزارش شده است، Woods Creature نام دارد.
گزارش‌های متعددی از افسانه‌های جزئی نیز در اطراف این منطقه منتشر شده است که مهمترین آنها یک وسیله نقلیه رها شده عجیب و شبح کاتالینا است.

#### شهر ارواح
شهر ارواح اساساً یک بلوک شهری کوچک با بانک شهر لیبرتی و برخی فروشگاه‌ها و آپارتمان‌ها است.این مکانی است که کات سین افتتاحیه در آن اتفاق می افتد.خیابان‌ها و ساختمان‌ها غیر مستحکم هستند و نمی‌توان بدون اشکال، مود و هک به شهر دسترسی داشت.
شهر ارواح در زیر تپه‌های بزرگ لیبرتی در میان هوا شناور است.
شهر ارواح مجموعه‌ای برای اولین صحنه GTA III است، جایی که کلود به کاتالینا کمک می‌کند تا قبل از خیانت و شلیک به یک بانک سرقت کند.بسیار محتمل است که راک استار شهر ارواح را صرفاً برای کات سین مقدماتی بازی طراحی کرده باشد و تصمیم گرفته باشد که آن را در خود لیبرتی سیتی قرار ندهد، بنابراین آنها به سادگی آن را در کنار نقشه قرار داده اند، جایی که برای افراد سخت است.
راک استار در یک پرسش و پاسخ گفت که شهر ارواح قرار است بخشی از لیبرتی سیتی باشد.

#### حمام تسخیر شده
حمام تسخیر شده در پارک Belleville واقع شده است.اینجا جایی است که ری ماچوفسکی به کلاد ماموریت می دهد، اما چندین شایعه وجود دارد که ارواح در حوالی نیمه شب ظاهر می شوند.حمام متروکه است، زیرا هیچ عابر پیاده ای در آن اسپاون نمی کند.خود اتاق با گرافیتی پوشانده شده است، که باعث می شود حس آلوده و رها شده ای در آن ایجاد شود. این افسانه در اواخر سال ۲۰۰۴ تا اوایل سال ۲۰۰۵ آغاز شد، زمانی که شایعه شد بازیکنی صدای پا را در حمام شنیده است.

#### قبرستان لیبرتی سیتی
این گورستان به عنوان محل استراحت راجر سی هول، شهردار فقید لیبرتی سیتی، پائولی سینداکو، دان خانواده سینداکو، وینچنزو سیلی، کاپورژیم خانواده لئونه از سال ۱۹۹۴ تا ۱۹۹۸، دن سوکو و سدریک "وین" فوترینگی عمل می کند.جووانی کاسا همچنین یک سنگ قبر در گورستان دارد، علیرغم اینکه بدنش به گوشت سوسیس تبدیل شده و در اغذیه فروشی خودش فروخته می شود.به طور عجیبی، جوزف دانیل اوتول، با وجود کشته شدن او توسط میکی همفیست ها و انداختن جسدش به آب، یک سنگ قبر دارد.تمام افراد حاضر در گورستان، به استثنای اوتول، توسط کسی جز تونی سیپریانی در طول خط داستانی جی تی اِی:ماجراهای لیبرتی سیتی کشته شدند.
شایعاتی مبنی بر صدای ناله در گورستان وجود دارد که احتمالاً از یک روح می آید.

#### خانه امن ساحلی ویل
علیرغم این واقعیت که خانه امن یک ساختمان آپارتمانی است که در بخش شلوغ شهر واقع شده است، هیچ کس به جز خود کلود را نمی توان در این منطقه یافت.ویرانی عجیب باعث شده است که بازیکنان متعددی این نظریه را مطرح کنند که چیزی ماوراء الطبیعه در آنجا قرار دارد و مردم را می ترساند.
یکی از افسانه های قدیمی در GTA III این است که یک موجود شیطانی در یکی از بلوک های آپارتمانی زندگی می کند که ظاهراً صداهای شیطانی ایجاد می کند و باعث می شود کلود صداهایی را در سر خود بشنود.با این حال، هرگز هیچ مدرک قابل توجهی مبنی بر وقوع این اتفاق وجود نداشته است.

### موجودات و مردم

#### پاگنده (بیگ فوت)
در اتومبیل دزدی بزرگ:سن آندریاس، پاگنده افسانه بسیار محبوبی بود، و این محبوبیت به زودی بذر افسانه ای مشابه در مورد موجودی که در GTA III ظاهر شد را کاشت.
بازیکنان گزارش داده اند که پاگنده را در شمال سدر گروو در اطراف Upstate Liberty و در مناطق کوهستانی نزدیک Shoreside Vale دیده اند، شبیه به مشاهده های ادعایی او در Back O' Beyond.
برخی از بازیکنان حتی ادعا کرده اند که پاگنده را دیده اند که از کوه به نزدیک ترین جاده می دود و به عابران پیاده حمله می کند.متأسفانه به دلیل عدم وجود شواهد معتبر به این نتیجه رسیده است که پاگنده در GTA III وجود ندارد.

#### روح کاتالینا
چندین بازیکن ادعا کرده اند که روح آنتاگونیست اصلی بازی GTA III یعنی کاتالینا را دیده اند.برخی از بازیکنان ادعا کرده اند که صدای کاتالینا را هنگام سرگردانی در اطراف سد کاکرین می شنوند.همچنین گزارش شده است که ظاهری از او به بازیکن حمله خواهد کرد.این افسانه نادرست است، زیرا هیچ ویدیو یا عکسی از این روح وجود ندارد که به شایعات اضافه شود.

#### دارکل
دارکل قرار بود یک شخصیت سرکش باشد که به بازیکن ماموریت هایی شبیه به داد و بیداد می دهد که معمولاً شامل کشتن تعداد زیادی از مردم می شود.تنها ماموریت دارکل که به محصول نهایی راه یافت، دزدیدن یک ون بستنی، استفاده از صدای جرنگ آن برای جذب عابران پیاده و سپس منفجر کردن آن بود.این ماموریت توسط El Burro در نسخه نهایی بازی داده شده است.هدف آن کشتن گروهی از گنگسترهای فورلی بود و نامی که به آن داده شده بود من جیغ می کشم، تو جیغ می کشی.
دارکل صدایش را برای این قسمت توسط بیل فیوره ضبط کرد اما هرگز در نسخه نهایی بازی از او استفاده نشد.با این حال، این شخصیت همچنان در عنوان کتابچه راهنمای GTA III ذکر شده است و همچنین دارای بافت شخصیتی در فایل های داده بازی است.وب سایت رسمی GTA III نشان می دهد که دارکل قرار بود در تونل هاربر که در زیر بخشی از پورتلند قرار دارد زندگی کند.در واقع، بقایای باند او وجود دارد که در داخل همان تونل تولید می شوند.همه آنها مانند دارکل ردای بلند قهوه ای می پوشیدند. آنها معمولاً در یک دایره می ایستند، یک بسته مخفی را می پوشانند و در حالی که کوکتل مولوتف در دست دارند اسپاون می شوند.
راک استار فاش نکرد که چرا دارکل برای چندین سال از بازی حذف شد.این تئوری مطرح شد که او به دلیل حملات ۱۱ سپتامبر که یک ماه قبل از انتشار بازی رخ داد، حذف شد.راک استار GTA III را به مدت سه هفته به تعویق انداخت تا جنبه‌های مختلف بازی از جمله رنگ‌بندی ماشین‌های پلیس را تغییر دهد، احتمالاً به این دلیل که آنها شبیه به NYPD نیستند.

#### چشم های دور
اطلاعات زیادی در مورد چشم های دور وجود ندارد، زیرا این یک افسانه بسیار ناشناخته و قدیمی است که به ندرت در برخی از انجمن های بازی ذکر شده است.بازیکنان گزارش داده اند که به نظر می رسد یک جفت چشم زرد درخشان را دیده اند که بازیکن را از فاصله دور در دریا تماشا می کنند، که احتمالاً متعلق به موجودی هیولایی و مرموزتر است.در حال حاضر مشخص نیست که چشم های ادعا شده متعلق به چه نوع موجودی است.

#### مارتی چونکس
مارتی چونکس صاحب کارخانه غذای سگ Bitch'n' در پورتلند است.در طول داستان بازی، تجارت او با بار مالی مواجه می شود زیرا همسرش خریدهای گزافی انجام می دهد و یک مدیر بانک خجالتی به طور چشمگیری نرخ سود پرداخت وام خود را افزایش داده است.چونکس برای بازگرداندن کسب و کار خود به فعالیت های مجرمانه از جمله قتل و کلاهبرداری بیمه متکی است.
تمام ماموریت‌های چونکس شامل این است که کلود کسانی را که در رکود اقتصادی دست داشتند جمع کند و آنها را به کارخانه غذای سگ ببرد، جایی که آنها را در داخل ساختمان فریب دادند و توسط مارتی به قتل رسیدند، سپس او اجساد قربانیان را تکه تکه کرد و آنها را به سگ تبدیل کرد.به ترتیب، ماموریت های او عبارتند از The Crook، هدف قرار دادن مدیر بانک دستکاری، The Thieves، هدف قرار دادن دو دزد درگیر در طرح کلاهبرداری بیمه چونکس که سپس او را مورد حمله قرار دادند، و The Wife، که در آن هدف همسر خود چونکس است.کلود در آخرین ماموریت خود، معشوقش، مردی به نام کارل را تحویل می دهد که با خانم چونکس رابطه نامشروع داشت.در پایان ماموریت، کارل برنامه‌های خود را برای تصاحب کارخانه از چونکس فاش می‌کند، که او یک تفنگ ساچمه‌ای را نشان می‌دهد و به چونکس شلیک می‌کند.بازیکن حق دارد کارل را بکشد، اما مرگ او بر نتیجه ماموریت تأثیری ندارد.
مارتی چونکس به دلیل اقداماتش به عنوان یک قاتل زنجیره ای در بازی یک افسانه محسوب می شود.در واقع مدل او مستقیماً از عابر پیاده شایعه شده قاتل سریالی گرفته شده است، البته با سر متفاوت.این احتمال وجود دارد که ظاهر مارتی انگیزه ای برای نظریه های مربوط به عابر پیاده قاتل باشد.گاهی اوقات، عابر پیاده می‌تواند بازیکنان را گیج کند و آنها را وادار کند که فکر کنند چونکس در خیابان راه می‌رود، یا از سوءقصد جان سالم به در می‌برد یا در خارج از مأموریت‌هایش مرتکب قتل می‌شود، اما اینها فقط شناسایی اشتباه ساده هستند.

#### مایک فورلی
مایک فورلی یکی از اعضای کمتر شناخته شده خانواده جنایتکار فورلی و برادر دان، سانی فورلی است.اگرچه نقش مایک فورلی در سری GTA مهم نیست، اما ویژگی خاص او در بازی فضایی را برای شکارچیان اسطوره باز می‌کند تا در مورد تئوری‌های مافیایی که حول خانواده جنایت فورلی می‌چرخند فکر کنند.او با نام لیپس فورلی نیز شناخته می شود.
مایک فورلی به دستور جوی لئون، از خانواده جنایتکار لئون، توسط کلود ترور شد.با این حال، پس از مرگش در سال ۲۰۰۱، او پس از مرگ برادران بزرگترش به عنوان رهبر خانواده منصوب شد.
تئوری‌هایی در مورد نفوذ او در وایس سیتی و اینکه چگونه مایک می‌توانست با الهام از برادرانش، یک رابطه مافیایی زیرزمینی را در شهر اداره کند، سرچشمه گرفته است.با این حال، راک استار هرگز این نظریه‌ها را در مورد مایک فورلی تأیید نکرده است، زیرا او و افسانه هایش تحت علاقه شکارچیان اسطوره‌های مبهم در بازی هستند.

#### روح سالواتوره
این افسانه احتمالاً می تواند یکی از اولین افسانه هایی باشد که از یک بازی اتومبیل دزدی بزرگ سرچشمه گرفته است.این افسانه در مورد سالواتوره لئون، رهبر خانواده جنایتکار لئون است که توسط قهرمان بازی GTA III، کلود، در ماموریت Sayonara Salvatore ترور می شود.بازیکنان گزارش داده اند که روح او را در اطراف خانه اش در ساحل پورتلند دیده اند.اکثر گزارش ها به طور کلی روح او را به عنوان یک شبح خاکستری کامل توصیف می کنند.
به طرز عجیبی، پس از کشته شدن او، دو نگهبان مافیا در خارج از عمارت او پارک می‌شوند، حتی اگر او دیگر در آنجا زندگی نمی‌کند.همچنین صدای نواختن حلقه موسیقی پیانو در داخل خانه او حتی پس از مرگ نیز شنیده می شود.با این حال، این احتمالاً به این دلیل است که موسیقی پیانو به عنوان یک صدای محیطی در عمارت او تنظیم شده است، و طراحان بازی هرگز از توقف آن پس از مرگ او خسته نشدند.نکته عجیب دیگر این است که هنگام شلیک گلوله به دیوار داخل عمارت، بازیکن نمی تواند ببیند که گلوله های خود به چیزی برخورد می کند.
شکارچیان افسانه همچنین گزارش می دهند که هنگام استفاده از تفنگ تک تیرانداز، هنگام نگاه کردن به فانوس دریایی مجاور از عمارت، شبح یک پیکر را می بینند.این مشاهدات احتمالاً می‌تواند سایه‌ای باشد که نابجا بوده است.با این حال، در واقع می تواند روح سالواتوره نیز باشد.

#### قاتل زنجیره ای
این شخصیت را می توان در جزیره پورتلند، بیشتر در مناطقی مانند خانه سالواتوره و ترنتون پیدا کرد.او یک فدورا، یک کت بلند و چکمه می پوشد.او را قاتل سریالی می نامند، زیرا او بسیار شبیه یک پدال مشابه در GTA سن آندریاس است که شایعه شده است که او نیز یک قاتل سریالی است.
بازیکنان گزارش داده‌اند که پد قاتل سریالی بدون تحریک و بدون هیچ هشداری به آنها حمله می‌کند.برخی از بازیکنان گزارش کردند که شخصیت با سلاح نیز اسپاون می شود.پس از بررسی بخش اسلحه‌ها، او با اسلحه تولید نمی‌شود، مگر اینکه بازیکن یک چیت را فعال کند.شخصیت قاتل سریالی به طور کامل مورد بررسی قرار گرفت و هیچ چیز غیرعادی در مورد او کشف نشد.عابر پیاده وجود دارد، اما ثابت شده است که او در واقع یک قاتل زنجیره ای نیست و فقط یک عابر پیاده عادی است.
این مدل عابر پیاده نیز برای مارتی چونکس، یک قاتل زنجیره‌ای واقعی در شهر لیبرتی دوباره استفاده شد.
| گردآورنده  | امتیاز                       |
| ---------- | ---------------------------- |
| گیم‌رنکینگز | ۹۵٪ (PS2) ۹۳٫۵٪ (PC)         |
| متاکریتیک  | ۹۷ / ۱۰۰ (PS2) ۹۳ / ۱۰۰ (PC) |

| ناشر                     | امتیاز                       |
| ------------------------ | ---------------------------- |
| سی‌وی‌جی                   | ۹ / ۱۰                       |
| اج                       | ۸ / ۱۰                       |
| الکترونیک گیمینگ مانثلی  | ۹٫۳۳ of ۱۰                   |
| فامیتسو                  | ۸ / ۱۰                       |
| جی۴                      | ۴ / ۵                        |
| گیم اینفورمر             | ۹٫۵ of 10                    |
| گیم‌پرو                   | 5 of ۵                       |
| گیم‌اسپات                 | ۹٫۶ / ۱۰ (PS2) ۹٫۳ / ۱۰ (PC) |
| گیم‌اسپای                 | ۹۴ of ۱۰۰                    |
| آی‌جی‌ان                   | ۹٫۶ / ۱۰ (PS2) ۹٫۴ / ۱۰ (PC) |
| ام! گیمز                 | ۹۵ of 100                    |
| پی‌سی گیمر (ایالات متحده) | ۹۲٪                          |
| پی‌اس‌ام                   | ۹ / ۱۰                       |
| پی‌اس‌ام۳                  | ۹۲٪                          |

## جنجال ها
بازی GTA III با جنجال‌های زیادی مواجه شد. سایت GameSpy به آن عنوان "تهاجمی‌ترین بازی سال" را داد و آن را کاملاً قابل سرزنش خواند، چرا که بازیکنان را برای ایجاد هرج و مرج و کشتن ده‌ها انسان بی‌گناه تشویق می‌کرد. این مسئله باعث شد فروشگاه‌های بزرگی مثل والمارت از خریدارانی که زیر ۱۷ سال به نظر می‌رسیدند، کارت شناسایی درخواست کنند.
یک استاد دانشگاه در مقاله‌ای اشاره کرد که عدم وجود پیامدهای واقعی برای خشونت بازیکنان - به دلیل امکان زنده شدن مجدد پس از مرگ یا زندان - باعث انکار واقعیت مرگ می‌شود. از سوی دیگر، سازندگان بازی ادعا کردند که خشونت موجود در بازی جنبه طنز دارد و نباید آن را جدی گرفت.
یکی از جنجالی‌ترین بخش‌های بازی، امکان ارتباط با زنان خیابانی و سپس کشتن آنها برای پس گرفتن پول بود. روانشناسان این بازی را متهم کردند که فعالیت‌های مجرمانه را عادی‌سازی می‌کند. در واکنش به این انتقادات، برخی نویسندگان اشاره کردند که بازی واقعاً بازیکنان را به خاطر ارتکاب جرم پاداش نمی‌دهد.
سازمان ملی زنان آمریکا خواستار توقف فروش بازی شد و آن را مشوق خشونت و تحقیر زنان خواند. روزنامه نیویورک تایمز نیز محتوای بازی را "فراتر از خط قرمزهای معمول" توصیف کرد.
در استرالیا، بازی ابتدا با رده سنی MA15+ عرضه شد، اما پس از بررسی مجدد به دلیل محتوای جنسی و خشونت علیه زنان خیابانی ممنوع اعلام شد. پس از اصلاحاتی توسط سازندگان، نسخه تعدیل‌شده‌ای با همان رده سنی مجدداً عرضه شد.
در ژاپن نیز این بازی در برخی استان‌ها به عنوان محتوای مضر برای کودکان طبقه‌بندی شد. جالب اینکه این ممنوعیت در نهایت به افزایش فروش بازی انجامید.
در سال ۲۰۰۳، دو نوجوان پس از تیراندازی به خودروها که منجر به کشته و زخمی شدن چند نفر شد، ادعا کردند از GTA III الهام گرفته‌اند. این اتفاق منجر به شکایت ۲۴۶ میلیون دلاری خانواده‌های قربانیان علیه سازندگان بازی شد. شرکت‌های سازنده با استناد به اصل آزادی بیان در قانون اساسی آمریکا، خواستار رد این شکایت شدند. وکیل مدافع قربانیان تلاش کرد پرونده را به دادگاه ایالتی منتقل کند.